# Christel Van Schoonwinkel
Christel Van Schoonwinkel (Hasselt, 6 maart 1968) is een Vlaams actrice. Zij is vooral bekend als Betty uit De Kotmadam en als dokter Kathy Pieters uit de televisieserie Spoed.
Op 16 maart 2006 beviel zij van een dochter.
Van Schoonwinkel is docent woordatelier, woordlab, woordstudio, dramastudio, story-telling, speltheater, kunst- & cultuuratelier in de opleiding Muziek, Woord & Dans van de Genkse Academie voor Kunst.

## Televisie
- De Bende van Jan de Lichte - vrouw in het bos (2018)
- Familie - Ludmilla Kudaibergerov (2008-2009)
- Spoed - Kathy Pieters (2002-2007)
- Schuif Af (2001)
- Café Majestic - Francine Derijcke (2000-2003)
- Heterdaad - Simone Waterschoot (1997)
- De Kotmadam - Betty Billen (1991-1998, 2010, 2024)

## Films
- Boys (1991) - Greet
- Maman (televisiefilm) (1990)

## Raamtheater
- 2006-2007 De genodigde
- 2005-2006 De genodigde
- 2003-2004 Het spel van vergissingen
- 2002-2003 De roos en de rede
- 2002-2003 Dubbel dubieus
- 2001-2002 Peer Gynt
- 1999-2000 Lessen in liefde
- 1998-1999 Lessen in liefde
- 1997-1998 Iets intiems en Jef en Jos
- 1997-1998 Een ideale echtgenoot
- 1997-1998 De piano
- 1996-1997 Een ideale echtgenoot
- 1996-1997 Om nooit te vergeten
- 1995-1996 De schommel
- 1995-1996 Om nooit te vergeten
- 1994-1995 Oleanna
- 1994-1995 De Grieken
- 1994-1995 De schommel
- 1993-1994 De ingebeelde zieke
- 1993-1994 De drie zusters
- 1993-1994 De Spaanse hoer
- 1993-1994 A shayna maidel
- 1992-1993 Jeugdziekte
- 1992-1993 A shayna maidel
- 1992-1993 Dansen op Lughnasa
- 1991-1992 Goya de slaap van de rede
- 1991-1992 Het spel van liefde en toeval
- 1991-1992 De goede moeder
- 1990-1991 Het spel van liefde en toeval